# Brachydiplax sobrina
Brachydiplax sobrina är en trollsländeart som först beskrevs av Jules Pièrre Rambur 1842.  Brachydiplax sobrina ingår i släktet Brachydiplax och familjen segeltrollsländor. IUCN kategoriserar arten globalt som livskraftig. Inga underarter finns listade i Catalogue of Life.

## Bildgalleri

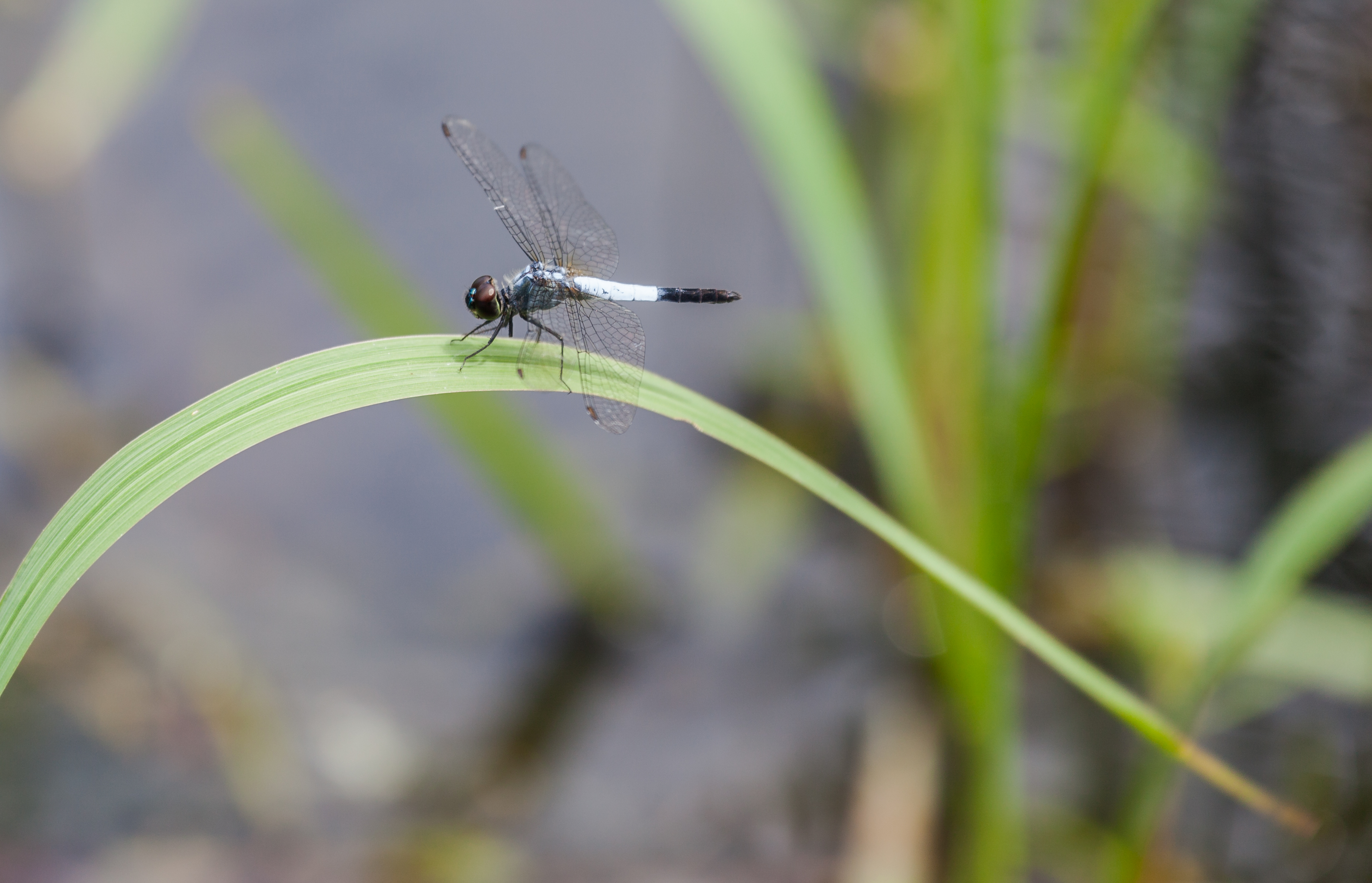